# 团结乡 (通榆县)
团结乡，是中华人民共和国吉林省白城市通榆县下辖的一个乡镇级行政单位。

## 行政区划
团结乡下辖以下地区：
民主村、幸福村、团结村、建设村、新春村、胜利村、解放村、前屈村和北河村。